# Іркліївська сотня
Іркліївська сотня — 1648—1782 роки — належить до найстаріших лівобережних реєстрових козацьких сотень. Сотенний центр: містечко Іркліїв, нині — село Іркліїв Чорнобаївського району Черкаської області.

## Історія
Виникла у складі Переяславського козацького полку Речі Посполитої на початку 1630-х років. У реєстрі козацької старшини 1638 року по Іркліївській сотні Переяславського полку значиться сотник Папкевич Мисько [Матвій Панкевич] та отаман Гаврило Кулага. Отже, у складі армії Богдана Хмельницького Іркліївська сотня діяла вже на початку 1648 року. Тоді ж сформувався і окремий Іркліївський полк (1648—1649 роки), складовою якого була і полкова сотня. Очолив полк Михайло Телюченко. У зв'язку зі скороченням козацького реєстру за Зборівською угодою і ліквідацією Іркліївського полку 16 жовтня 1649 року. Іркліївська сотня у складі трьох підрозділів, які назагал нараховували 631 козака, була включена до Кропивнянського полку (1649—1658 роки), в якому перебувала весь час його існування.
Після ліквідації гетьманом Іваном Виговським Кропивнянського полку у 1658 році і відновлення Іркліївського полку (1658—1663 роки), Іркліївська полкова сотня протягом 1658—1663 pp. перебувала в складі останнього. У 1663 році гетьман Іван Брюховецький ліквідував Іркліївський полк, який підтримував його політичного противника Якима Сомка (до речі, полковником в Ірклієві у 1658—1663 роках був Матяш Панкевич [Папкевич Мисько]), а колишню полкову сотню включив до Переяславського полку. Відтак від 1663 р. і до ліквідації у 1782 р. Іркліївська сотня була військово-тактичною та адміністративно-судовою одиницею Переяславського полку. Після скасування територія сотні розподілена між Золотоніським та Городиським [Градизьким] повітами Київського намісництва.

## Сотенна старшина

### Сотники
| - Клим Семенович (1-ї сотні, 1649) - Вергун Кузьма (2-ї сотні, 1649) - Воропай Іван (3-ї сотні, 1649) - Матяш Тиміш (1665) - Буша Терентій (1670) - Андрущенко Пилип (1672) - Тулуб Дем'ян (1674—1676) - Рубан Григорій (1676—1682) - Петренко Ярема (1688) - Завойко Василь Савич (1689—1690) - Тулуб Дем'ян (1690—1711) - Рубан Григорій (1702, 1708, н.) - Велбінський Тарас Трохимович (1711—1715) | - Требинський Славуй Миколайович (1716—1739) - Красовський Семен (1718—1719; 1721; 1725; 1727—1729, н.) - Рубан Максим (1721; 1729—1731; 1740; 1745, н.) - Копил Іван (1721; 1725—1727; 1729) - Требинський Максим Миколайович (1722, н.) - Тур Іван (1723, н.) - Журба Іван (1724; 1732, н.) - Джулай Степан Іванович (1726; 1737, н.) - Требинський Олексій Миколайович (1739—1753) - Завойко Павло Петрович (1753—1763) - Красовський Семен Остапович (1763—1779) - Юзефович Павло Остапович (1779—1781) - Кононович Олексій Йосипович (1781—1782) |

### Писарі
- Ісаєвич Іван (1688)
- Джулай Іван Семенович (1699)
- Деменко Андрій (1700)
- Джулай Іван Семенович (1703)
- Журба Іван (1703—1707)
- Джулай Яків Іванович (1707—1709)
- Джулай Степан Іванович (1718—1728)
- Перехрест Антон Андрійович (1726; 1731)
- Рубан Іван (1730)
- Олександрівський-Москаль Іван Федорович (1732—1746)
- Джулай Іван Семенович (1746)
- Олександрівський-Москаль Григорій Іванович (1746—1748)
- Устимович Мартин (1748—1764)
- Нестерович Семен (1764—1767)
- Дорошенко Роман (1769—1782)

### Осавули
- Журба Лук'ян (1736—1746)
- Чорний Тимофій (1748)
- Чорний Яків (1752—1754)
- Доброштан Семен (1764)
- Война Трохим (1771—1782)

### Хорунжі
- Рубан Степан (1734—1738)
- Сененко Опанас (1740—1754)
- Матяш Матвій (1771—1782)

### Городовіотамани
| - Логвин Семен (1670) - Бабич Василь (1672) - Северин (1674) - Батрак Кирило (1676; 1688) - Рубан Григорій (1676; 1690—1691; 1700—1701) - Пилип Іванович (1702) - Красовський Семен (1702; 1714; 1719) - Грушка Степан (1707; 1719) - Гунта Филон (1711) - Джулай Яків (1718) - Журба Іван (1718; 1721; 1725—1729; 1731—1734; 1736) | - Копил Іван (1721; 1727) - Мезин Григорій (1724) - Рубан Іван (1732) - Рубан Максим (1737—1747) - Джулай Степан (1746—1750) - Рубан Федір (1751; 1753; 1755—1763) - Джулай Федір Якович (1752—1754) - Журба Федір (1764—1765) - Мойсеєнко Федір (1773—1774) - Устимович Мартин (1775) - Устимович Степан (1778—1782) |

## Населені пункти
Бузьки, село; Васютинці, село; Воронинці, село; Демки, село; Загородище, село; Іркліїв, містечко; Каврай, хутір; Канівці, село; Котлів, село; Крутьки, село; Лихоліти, село; Мельники, село; Митьки, село; Мойсинці, село; Москаленки, село; Мотишинці, село; Наліски, село; Пищики, село; Ревбинці, село; Скородистик, село; Сомовиця, село; Старе село. Хутори: Коропа Федора, козака; Рубана Федора, козака.
В Рум'янцевському описі 1765—1769 років до сотні долучено села Білки, Коврай, Краснохижинець, Медники, Отари, Приліпки.
Майже всі ці поселення У 1959-60 роках будуть затоплені Кременчуцьким водосховищем. Виключення складуть Іркліїв, Коврай та ще 7-м найпівнічніших поселень сотні, що з 1757 року будуть у складі відновленої Канівцівській сотні.

## Опис Іркліївської сотні
За описом Київського намісництва 1781 року наявні наступні дані про кількість сіл та населення Іркліївської сотні напередодні ліквідації:
| Населені пункти Іркліївської сотні          | Дворян і шляхетства | Різночинців | Духовенства | Церковників | Греків | Хат              | Хат                   | Хат   | Хат                                        | Хат                                                           | Всього | Всього                             |
| Населені пункти Іркліївської сотні          | Дворян і шляхетства | Різночинців | Духовенства | Церковників | Греків | козаків виборних | козаків підпомічників | міщан | посполитих коронних, в тому числі рангових | посполитих власницьких, різночинських і козацьких підсусідків | хат    | за останньою 1764 року ревізії душ |
| ------------------------------------------- | ------------------- | ----------- | ----------- | ----------- | ------ | ---------------- | --------------------- | ----- | ------------------------------------------ | ------------------------------------------------------------- | ------ | ---------------------------------- |
| У Золотоніському повіті:                    |                     |             |             |             |        |                  |                       |       |                                            |                                                               |        |                                    |
| слобода Більки                              | —                   | —           | —           | —           | —      | 10               | 18                    | —     | —                                          | 4                                                             | 32     | 3//                                |
| У Городиському повіті:                      |                     |             |             |             |        |                  |                       |       |                                            |                                                               |        |                                    |
| містечко Іркліїв                            | 5                   | 25          | 6           | 4           | —      | 186              | 147                   | —     | 5                                          | 199                                                           | 537    | —                                  |
| село Скородистик                            | —                   | 4           | 1           | 3           | —      | 159              | 24                    | —     | —                                          | 21                                                            | 204    | —                                  |
| село Митьки                                 | 1                   | 2           | 1           | 2           | —      | 86               | 17                    | —     | 26                                         | 32                                                            | 161    | —                                  |
| село Самовиця                               | 1                   | 2           | 1           | 1           | —      | 26               | 36                    | —     | —                                          | 8                                                             | 70     | —                                  |
| село Мутишанці                              | —                   | —           | 1           | 1           | —      | 20               | 17                    | —     | —                                          | 3                                                             | 40     | —                                  |
| село Пищики                                 | —                   | 1           | 2           | 2           | —      | 39               | 35                    | —     | —                                          | 5                                                             | 79     | —                                  |
| селище Бузьки                               | —                   | 1           | —           | —           | —      | 55               | 17                    | —     | —                                          | 9                                                             | 81     | —                                  |
| селище Коврай                               | 1                   | —           | —           | —           | —      | —                | —                     | —     | —                                          | 85                                                            | 85     | —                                  |
| селище Демки                                | —                   | 1           | —           | —           | —      | 56               | 35                    | —     | —                                          | 2                                                             | 93     | —                                  |
| село Мойсенці                               | —                   | —           | 1           | —           | —      | 95               | 14                    | —     | —                                          | 3                                                             | 112    | —                                  |
| село Васютинці і селище Старі Васютинці     | 1                   | 7           | 2           | —           | —      | 261              | 124                   | —     | —                                          | 69                                                            | 454    | —                                  |
| селище На Лісняхь                           | —                   | —           | —           | —           | —      | 30               | 18                    | —     | —                                          | —                                                             | 48     | —                                  |
| селище Котлів                               | —                   | —           | —           | —           | —      | 40               | 9                     | —     | —                                          | 11                                                            | 60     | —                                  |
| село Москаленки                             | —                   | 2           | 2           | —           | —      | 117              | 39                    | —     | —                                          | 15                                                            | 171    | —                                  |
| 1. хутір Бунчукового товарища Красовського  | —                   | —           | —           | —           | —      | —                | —                     | —     | —                                          | 4                                                             | 4      | —                                  |
| 2. хутір козака Коцового                    | —                   | —           | —           | —           | —      | —                | —                     | —     | —                                          | 1                                                             | 1      | —                                  |
| 3. хутір полкового канцеляриста Ясѣнського  | —                   | —           | —           | —           | —      | —                | —                     | —     | —                                          | 1                                                             | 1      | —                                  |
| 4. хутір сотника Лукашевича                 | —                   | —           | —           | —           | —      | —                | —                     | —     | —                                          | 12                                                            | 12     | —                                  |
| 5. хутір козака Ляха                        | —                   | —           | —           | —           | —      | —                | —                     | —     | —                                          | 3                                                             | 3      | —                                  |
| 6. хутір військового канцеляриста Жулая     | —                   | —           | —           | —           | —      | —                | —                     | —     | —                                          | 2                                                             | 2      | —                                  |
| 7. хутір козака Богуша                      | —                   | —           | —           | —           | —      | —                | —                     | —     | —                                          | 1                                                             | 1      | —                                  |
| 8. хутір намісника Александровича           | —                   | —           | —           | —           | —      | —                | —                     | —     | —                                          | 1                                                             | 1      | —                                  |
| 9. хутір Мѣзин                              | —                   | —           | —           | —           | —      | —                | —                     | —     | —                                          | 2                                                             | 2      | —                                  |
| 10. хутір возного Гайдовського              | —                   | —           | —           | —           | —      | —                | —                     | —     | —                                          | 1                                                             | 1      | —                                  |
| 11. хутір бунчукового товариша Требинського | —                   | —           | —           | —           | —      | —                | —                     | —     | —                                          | 1                                                             | 1      | —                                  |
| 12. хутір того ж Требинського               | —                   | —           | —           | —           | —      | —                | —                     | —     | —                                          | 12                                                            | 12     | —                                  |
| 13. хутір значкового товариша Красовського  | —                   | —           | —           | —           | —      | —                | —                     | —     | —                                          | 2                                                             | 2      | —                                  |
| 14. хутір козака Касименка                  | —                   | —           | —           | —           | —      | —                | —                     | —     | —                                          | 3                                                             | 3      | —                                  |
| 15. хутір військового канцеляриста Жулая    | —                   | —           | —           | —           | —      | —                | —                     | —     | —                                          | 2                                                             | 2      | —                                  |
| 16. хутір козака Грушки                     | —                   | —           | —           | —           | —      | —                | —                     | —     | —                                          | 1                                                             | 1      | —                                  |
| 17. хутір возного Журби                     | —                   | —           | —           | —           | —      | —                | —                     | —     | —                                          | 1                                                             | 1      | —                                  |
| 18. хутір значкового товариша Мигрина       | —                   | —           | —           | —           | —      | —                | —                     | —     | —                                          | 2                                                             | 2      | —                                  |
| 19. хутір отамана Явтушевського             | —                   | —           | —           | —           | —      | —                | —                     | —     | —                                          | 1                                                             | 1      | —                                  |
| 20. хутір осавула сотенного Войни           | —                   | —           | —           | —           | —      | —                | —                     | —     | —                                          | 1                                                             | 1      | —                                  |
| 21. хутір козака виборного Митѣ             | —                   | —           | —           | —           | —      | —                | —                     | —     | —                                          | 1                                                             | 1      | —                                  |
| 22. хутір отамана сотенного Санка           | —                   | —           | —           | —           | —      | —                | —                     | —     | —                                          | 2                                                             | 2      | —                                  |
| 23. хутір військового канцеляриста Жулая    | —                   | —           | —           | —           | —      | —                | —                     | —     | —                                          | 2                                                             | 2      | —                                  |
| 24. хутір козака Якима Митѣ                 | —                   | —           | —           | —           | —      | 1                | —                     | —     | —                                          | 1                                                             | 2      | —                                  |
| 25. хутір козаків Ковтунів                  | —                   | —           | —           | —           | —      | 1                | —                     | —     | —                                          | —                                                             | 1      | —                                  |
| 26. хутір отамана Устимова                  | —                   | —           | —           | —           | —      | —                | —                     | —     | —                                          | 6                                                             | 6      | —                                  |
| 27. хутір козаків Вирвикішок                | —                   | —           | —           | —           | —      | 4                | —                     | —     | —                                          | 2                                                             | 6      | —                                  |
| Разом у частині сотні Іркліївської          | 9                   | 45          | 17          | 13          | —      | 1176             | 532                   | —     | 31                                         | 530                                                           | 2269   | 4782                               |